# Procés gamma

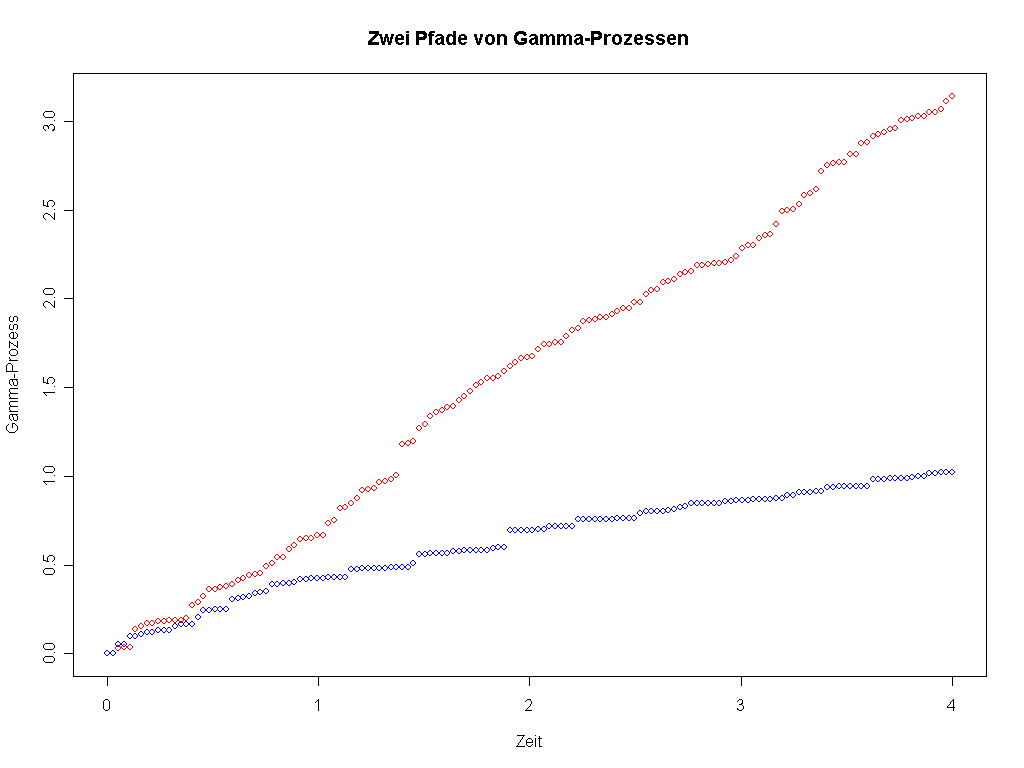
Dos camins de dos processos gamma diferents. són exemples de processos de gravamen. són subordinats, és a dir, no són decreixents.

També conegut com el procés (Moran-)Gamma, el procés gamma és un procés aleatori estudiat en matemàtiques, estadística, teoria de probabilitats i estocàstica. El procés gamma és un procés estocàstic o aleatori que consisteix en distribucions gamma distribuïdes de manera independent on {\displaystyle N(t)} representa el nombre d'ocurrències d'esdeveniments de 0 a temps {\displaystyle t}. La distribució gamma té un paràmetre d'escala {\displaystyle \gamma } i paràmetre de forma {\displaystyle \lambda }, sovint escrit com {\displaystyle \Gamma (\gamma ,\lambda )}. Tots dos {\displaystyle \gamma } i {\displaystyle \lambda } ha de ser superior a 0. El procés gamma s'escriu sovint com {\displaystyle \Gamma (t,\gamma ,\lambda )} on {\displaystyle t} representa el temps des de 0. El procés és un procés de Lévy que augmenta el salt pur amb mesura d'intensitat {\displaystyle \nu (x)=\gamma x^{-1}\exp(-\lambda x),} per tot positiu {\displaystyle x}. Així salts la mida dels quals es troba en l'interval {\displaystyle [x,x+dx)} es produeix com un procés de Poisson amb intensitat {\displaystyle \nu (x)\,dx.} El paràmetre {\displaystyle \gamma } controla la velocitat d'arribada de salts i el paràmetre d'escala {\displaystyle \lambda } controla inversament la mida del salt. Se suposa que el procés comença a partir d'un valor 0 a t=0 significat {\displaystyle N(0)=0}.
El procés gamma de vegades també es parametritza en termes de la mitjana ({\displaystyle \mu }) i la variància ({\displaystyle v}) de l'increment per unitat de temps, que equival a {\displaystyle \gamma =\mu ^{2}/v} i {\displaystyle \lambda =\mu /v}.
La distribució marginal d'un procés gamma en el temps {\displaystyle t} és una distribució gamma amb mitjana {\displaystyle \gamma t/\lambda } i la variància {\displaystyle \gamma t/\lambda ^{2}.}
És a dir, la seva densitat {\displaystyle f} està donat per{\displaystyle f(x;t,\gamma ,\lambda )={\frac {\lambda ^{\gamma t}}{\Gamma (\gamma t)}}x^{\gamma t\,-\,1}e^{-\lambda x}.}